# Camille Botte
Camille Botte ('s-Gravenbrakel, 6 oktober 1888 - Reserve Mines, Nova Scotia (Canada), 9 december 1972) was een Belgisch wielrenner.
Botte was beroepsrenner van 1913 tot 1923. Hij nam 6 maal deel aan de Ronde van Frankrijk en reed deze rittenkoers tweemaal uit.

## Resultaten in voornaamste wedstrijden
| Jaar | Ronde van Italië | Ronde van Frankrijk | Ronde van Spanje |
| ---- | ---------------- | ------------------- | ---------------- |
| 1913 |                  | opgave              |                  |
| 1914 |                  | 15e                 |                  |
| 1920 |                  | opgave              |                  |
| 1921 |                  | opgave              |                  |
| 1922 |                  | opgave              |                  |
| 1923 |                  | 19e                 |                  |

| Jaar | Parijs-Roubaix |
| ---- | -------------- |
| 1913 |                |
| 1914 |                |
| 1920 | 22e            |
| 1921 | 22e            |
| 1922 |                |
| 1923 |                |